# Оргия (единица измерения)
Оргия (др.-греч. ὀργυιά) — единица измерения длины в Древнем Египте и Древней Греции, равная расстоянию между концами средних пальцев раскинутых рук мужчины. Оргия имела разные значения в разных регионах планеты и в разные исторические эпохи, однако обычно она делилась на шесть футов. Наибольшую известность получили следующие разновидности:
- оргия (Древний Египет времён фараонов) — 2,094 м;
- оргия (Древний Египет времён Птолемеев) — 1,85 м;
- олимпийская оргия (Древняя Греция, с 800 года до нашей эры) — 1,8514 м;
- аттическая оргия (Древняя Греция) — 1,776 м.

При переводах греческих письменных памятников на русский язык оргия часто передавалась термином сажень, что свидетельствует о близости их величин.